# Éditions gaies et lesbiennes
Les Éditions Gaies et Lesbiennes sont une maison d'édition fondée par Anne et Marine Rambach en 1997, elles publient des œuvres gaies et lesbiennes.

## Histoire
Anne et Marine Rambach témoignent de discriminations lors de la diffusion de leurs livres en librairie, en particulier dans celles de l'Est de la France : refus de commander les livres, parfois sous des prétextes fallacieux en prétendant que les livres sont épuisés ou que la maison d'édition n'existe plus.

## Différents repreneurs
Les Éditions Gaies et Lesbiennes sont dissoutes le 25 septembre 2007 et les collections reprises par  les Éditions du Phare Blanc qui reprendront également plus tard l'essentiel les titres des Éditions de la Cerisaie.
Les Éditions de la Ceriseraie sont placées en liquidation judiciaire le 23 décembre 2008.
Les Éditions du Phare Blanc appartiennent à un militant gai qui publie désormais des nouveautés et des rééditions. Cette société est aussi dissoute le 7 décembre 2018.

## Publications

### Collections
- Le Bonheur est à tout le monde : romans à l'eau de rose à destination des gays et des lesbiennes,
- Passage à l'acte : romans
- Q Sec : romans érotiques
- éditions gaies et lesbiennes jeunesse : albums pour enfants

Hors collection : essais et bandes dessinées.

### Quelques titres
- Le Mariage de Roberto de Cuneo
- Lesvos oui de Marie-Hélène Bourcier
- Un ange est tombé de Claude Neix
- Aux sources du mal d'Inès de Luna
- Attirances : lesbiennes fems, lesbiennes butchs (collectif), sous la direction de Christine Lemoine et Ingrid Renard
- Carton rose de Cy Jung
- Génération arc-en-ciel de Cécile Bailly et Grib Borremans